# 차왈릿 용짜이윳
차왈릿 용짜이윳(태국어: ชวลิต ยงใจยุทธ, 1932년 5월 15일~)은 태국의 정치인이자 은퇴한 육군 장교이다. 1986년부터 1990년까지 태국 왕립군 총사령관, 1987년부터 1990년까지 태국 왕립군 최고사령관을 지냈다. 1990년 그는 신희망당을 창당하여 2002년까지 이끌었다. 그는 1996년부터 1997년까지 태국의 22번째 총리였다. 그는 여러 차례 부총리, 국방부 장관, 내무부 장관, 노동부 장관, 야당 대표 등의 직책을 맡았다.

## 정치 경력
차왈릿은 군 복무를 하는 동안 정치 활동을 시작했다. 1984년부터 1987년까지 반민주적 시기 동안 그는 상원 의원으로 임명되었다. 1987년 그는 공개적으로 국민에 의해 직접 선출되는 총리를 만들자고 제안했고, 그는 군주제의 역할을 훼손하려고 시도하여 일시적으로 자신의 공공 이미지를 실추시켰다는 비난을 받았다. 1990년 그는 찻차이 춘하완 행정부에서 국방부 장관과 부총리로 임명되었다. 1990년대 초, 차왈릿은 126개의 군용 라디오 방송국과 5개의 텔레비전 방송망 중 2개를 통제했다. 차왈릿은 에이즈 퇴치 운동에 군사 기지를 사용할 수 있도록 하는 데 동의했다. 그는 또한 메차이 비라바이디야가 3년간 질병 확산을 막기 위한 공습에 앞장설 수 있도록 돕기로 합의했다.
1990년 그는 자신의 정당인 신희망당을 창당하였다. 그의 계획은 인도네시아 대통령 수하르토의 골카르를 모델로 한 지배적인 여당을 만드는 것이었다. 이 정당은 짜웬포크판 그룹과 타닌 찌야와논 의장의 지지를 받았다. 차왈릿은 군 지휘관과 녹색이산 프로그램의 수장으로서 자신의 당원으로서 북동부의 전직 군인, 공무원, 지방 관리들을 모집하기 위해 그의 당원으로서 그의 시대의 접촉을 이용했다.
1992년 3월, 차왈릿은 논타부리주의 하원의원으로 선출되었다. 최대 규모의 비정부 연합당의 당수였던 그는 야당의 당수로 취임했다. 1992년부터 1994년까지 추안 릭파이 내각에서 내무부 장관을 지냈으며, 1995년부터 1996년까지 반한 실파아차 내각에서 부총리 겸 국방부 장관을 지냈다.

## 만년
그 후 차왈릿은 다시 한번 하원에서 야당 대표가 되었다. 신희망당은 빠르게 인기를 잃었고, 탁신 친나왓과 그의 새로운 타이락타이당(TRT)을 지지하기 시작한 짜웬포크판 그룹의 지지도 떨어졌다. 2001년 신희망당의 선거 패배 이후, 차왈릿은 이 당을 포기하고 대부분의 당원과 의원들을 데리고 TRT로 전환했다. 그 후, 차발릿은 2001년부터 2005년까지 탁신 내각의 내부 안전을 책임지는 부총리와 2001년부터 2002년까지 국방부 장관을 지냈다.
2008년 10월 7일 솜차이 웡사왓 내각 부총리에 오른 후, 그는 의회의 봉쇄에서 경찰의 최루탄 사용으로 인한 폭력사태에 대한 부분적인 책임을 인정하여 사임하였고, 116명의 시위대가 부상을 입었다. 그의 사직서에는 "이 조치가 내가 계획한 바를 이루지 못했기 때문에, 나는 이 작전에 대한 나의 책임감을 보여주고 싶다"고 쓰여 있었다.

## 참고 자료
- 'Nightmare Alliance' looms: Master-schemer Chavalit, power-hungry Thaksin